# Giang Mỹ Nghi
Giang Mỹ Nghi là nữ diễn viên kiêm người mẫu, DJ radio, và người dẫn chương trình nổi của Hồng Kông. Cô tham gia nhiều bộ phim truyền hình và ghi đậm dấu ấn của mình.

## Cuộc đời và sự nghiệp
Giang Mỹ Nghi vốn là thư ký, nhờ đi mua bữa trưa cho ông chủ mà được nhóm tìm kiếm ngôi sao phát hiện, rồi vào giới giải trí làm người mẫu, thời gian đó cô từng đóng quảng cáo dầu gội với Châu Nhuận Phát và diễn xuất trong MV của Lưu Đức Hoa, Lê Minh. Sau đó, cô được mời vào ATV, tham gia đóng bộ phim "Chàng Miêu Phiêu Bạt" mà trở nên quen mặt với khán giả. Khi còn hợp tác với ATV, cô đã đóng rất nhiều phim truyền hình, trong số đó, nhân vật 2 chị em Ôn Nguyệt Hà và Ôn Nguyệt Chu trong phim Hương Lửa Vạn Gia để lại cho khán giả ấn tượng sâu sắc nhất.
Năm 2010 cô chuyển qua đầu quân TVB, đóng bộ phim "Ngũ Vị Nhân Sinh", nhờ đó mà độ nổi tiếng tăng lên nhanh chóng, cùng năm, vai diễn Hồng San Hô trong phim Nỗi Khổ Phụ Nữ còn giúp cô được đề cử giải TVB Nữ diễn viên phụ xuất sắc nhất. Năm 2013, cô đã giành được chiến thắng ở hạng mục Nữ diễn viên phụ xuất sắc giải TVB lần thứ 46 nhờ vào nhân vật Phương Nhuế Gia phim Bao La Vùng Trời 2.

## Sự nghiệp
Giang Mỹ Nghi bắt đầu sự nghiệp của mình trong ngành công nghiệp giải trí với tư cách là một người mẫu sau khi được tuyển chọn và xuất hiện trong nhiều quảng cáo truyền hình trong những năm 1990. Cô cũng đóng vai chính trong một số video ca nhạc của Lưu Đức Hoa, Lê Minh. Sau khi gia nhập Đài truyền hình Châu Á (ATV) vào năm 1997, cô đã nhận được vai chính đầu tiên trong bộ phim truyền hình Forrest Cat, cho đến năm 2008 thì cô rời ATV. Năm 2009, Mỹ Nghi gia nhập Công ty TNHH Phát thanh Truyền hình (TVB). Diễn xuất của cô với vai dì Angela trong Beauty Knows No Pain (2010) đã được đón nhận nồng nhiệt, giúp cô nhận được đề cử cho giải Nữ diễn viên phụ xuất sắc nhất tại Lễ trao giải thường niên TVB 2010, nơi cô ấy lọt vào top 5 đề cử. Diễn xuất của cô với vai Yvonne Yik trong Danh gia vọng tộc (2012) đã giúp cô nổi tiếng và được công nhận nhiều hơn, giành được đề cử thứ ba cho giải Nữ diễn viên phụ xuất sắc nhất tại Lễ trao giải thường niên TVB 2012. Tại Lễ trao giải thường niên TVB 2013 , cô đã giành giải Nữ diễn viên phụ xuất sắc nhất cho vai diễn Phương Nhuế Gia trong Bao la vùng trời II (2013) được giới phê bình đánh giá cao.

## Học vấn
Giang Mỹ Nghi từng học Quản trị Kinh doanh tại Trường Đại học Chu Hải.

## Phim đã tham gia

### Phim truyền hình (TVB)
| Năm  | Tên phim tiếng Việt        | Tên phim tiếng Anh              | Vai diễn                            |
| 2010 | Ngũ vị nhân sinh           | The Season of Fate              | Tô Uyển Quân                        |
| 2010 | Giữ lại hạnh phúc          | Suspects in Love                | Cổ Tử Ni (Bonnie)                   |
| 2010 | Hạng phúc đắng cay         | Beauty Knows No Pain            | Hồng San Hô (Ạngele)                |
| 2010 | Nghĩa hải hào tình         | No Regrets                      | Triệu Đông Ni                       |
| 2010 | Hình cảnh                  | Gun Metal Grey                  | Tiền Châu Chỉ Luân (Rose)           |
| 2011 | Những chuyện tình lãng mạn | Dropping By Cloud Nine          |                                     |
| 2011 | Hôn nhân tiền định         | Only you                        | Phan Diệu Quyên                     |
| 2011 | Tiềm hành truy kích        | Lives of Omission               | Vien Quân Lam (Lam Di)              |
| 2011 | Cửu Giang thập nhị phường  | River of Wine                   | Tống Linh Gia Bích                  |
| 2011 | Vạn phụng chi vương        | Curse of the Royal Harem        | Tín Hoàng thái phi                  |
| 2012 | Người cha phú quý          | Daddy Good Deeds                | Xà Chi Man                          |
| 2012 | Phi Hổ                     | Tiger Cubs                      | Du Học Ân                           |
| 2012 | Tòa án lương tâm 2         | Ghetto Justice II               | Vi Trân Ni (Jenny)                  |
| 2012 | Danh gia vọng tộc          | Silver Spoon, Sterling Shackles | Dịch Ý Phương                       |
| 2013 | Bao la vùng trời II        | Triumph in the Skies II         | Phương Nhuế Gia (Heather, chị Head) |
| 2013 | Quý cô lỡ thì              | My Fair Lady                    |                                     |
| 2014 | Thế giới quý cô            | Never Dance Alone               | Giám khảo cuộc thi nhảy             |
| 2014 | Điểm kim thắng thủ         | The Ultimate Addiction          |                                     |
| 2014 | Sứ đồ hành giả             | Line Walker                     | Mạc Tiễn Tình                       |
| 2015 | Bốn nàng luật sư           | Raising the Bar                 |                                     |
| 2015 | Dĩ hoà vi quý              | Smooth Talker                   |                                     |
| 2016 | Đội điều tra liêm chính    | ICAC Investigators 2016         |                                     |
| 2017 | Tình thương của mẹ hổ      | Tiger Mom Blues                 |                                     |
| 2017 | Cộng sự                    | The Unholy Alliance             | Kim Thiên                           |
|      | Những kẻ ba hoa            | My Ages Apart                   |                                     |
|      | Tính tại hữu tình          | Come with Me                    |                                     |
|      | Tình Thương Của Mẹ Hổ      | Tiger Mom Blues Returns         |                                     |
| 2020 | Sát thủ                    | Death By Zero                   | Diêu Thục Nhàn                      |

### Phim truyền hình (ATV)
| Năm  | Tên phim tiếng Việt     | Tên phim tiếng Anh        | Tên phim tiếng Trung |
| 1997 | Chàng mập giả cha       | Forrest Cat               | 肥貓正傳             |
| 1997 | Chàng Mập Ma Mi         | My Brother, My Mum        | 屋企有個肥大佬       |
| 1998 | Lưu manh luật sư        | A Lawyer Can Be Good      | 流氓·律師            |
| 1999 | Chàng mập giả cha II    | Forrest Cat II            | 肥貓正傳II           |
| 1999 | Khử tà diệt ma          | My Date With a Vampire II | 我和殭屍有個約會II   |
| 2000 | Ảnh thành bá chủ        | Showbiz Tycoon            | 影城大亨             |
| 2000 | Sắc đẹp vĩnh cửu        | A Dream Named Desire      | 美麗傳說             |
| 2000 | Tài Tử Tô Đông Pha      |                           | 騷東坡               |
| 2001 | Tổ Tiên Hiển Linh       | Thank You Grandpa         | 祖先開眼             |
| 2002 | Bách biến hồ ly         | Lady stealer              | 女俠丁叮噹           |
| 2002 | Nhiệm vụ cát tường      | Project Ji Xiang          | 吉祥任務             |
| 2002 | Hình cảnh bão táp       | Thunder Cops              | 暴風型警             |
| 2003 | Vạn Gia Đăng Hỏa        | Light of Million Hopes    | 萬家燈火             |
| 2004 | Người cha hai biên giới | Cross Border Daddy        | 爸爸兩邊走           |
| 2005 | Người cha hai biên giới | Go! Go! Daddy             | 爸爸向前走           |
| 2006 | Quyết chiến hiệp sĩ mù  | The Blind Detective       | 盲俠金魚飛天豬       |
| 2006 | Luật pháp và đạo nghĩa  | Relentless Justice        | 義無反顧             |
| 2008 | Hoả hồ điệp             | Flaming Butterfly         | 火蝴蝶               |

### Phim điện ảnh
| Năm  | Tên phim tiếng Việt | Tên phim tiếng Anh | Tên phim tiếng Trung | Vai diễn |
| 2003 | Người Khuyết Tật    | Happy Go Lucky     | 低一點的天空         | Connie   |

## Giải thưởng và đề cử

### TVB Anniversary Awards
| Năm  | Hạng Mục                         | Tác Phẩm Đề Cử            | Kết Quả   |
| ---- | -------------------------------- | ------------------------- | --------- |
| 2010 | Nữ diễn viên phụ xuất sắc nhất   | Hạnh phúc đắng cay        | Đề cử     |
| 2011 | Nữ diễn viên chính xuất sắc nhất | Cửu Giang thập nhị phường | Đề cử     |
| 2013 | Nữ diễn viên phụ xuất sắc nhất   | Bao la vùng trời II       | Đoạt giải |
| 2014 | Nữ diễn viên phụ xuất sắc nhất   | Sứ đồ hành giả            | Đề cử     |
| 2020 | Nữ diễn viên phụ xuất sắc nhất   | Sát thủ                   | Đề cử     |
| 2022 | Nữ diễn viên chính xuất sắc nhất | Nghèo học làm sang        | Đoạt giải |

### TVB Star Awards Malaysia
| Năm  | Hạng Mục                             | Tác Phẩm Đề Cử            | Kết Quả |
| ---- | ------------------------------------ | ------------------------- | ------- |
| 2011 | Nữ diễn viên phụ được yêu thích nhất | Cửu Giang thập nhị phường | Đề cử   |
| 2012 | Nữ diễn viên phụ được yêu thích nhất | Danh gia vọng tộc         | Đề cử   |
| 2013 | Nữ diễn viên phụ được yêu thích nhất | Bao la vùng trời II       | Đề cử   |
| 2015 | Nữ diễn viên phụ được yêu thích nhất | Dĩ hòa vi quý             | Đề cử   |